# Diego Gonzaga
Diego Gonzaga (Madrid, 30 settembre 1582 – Castiglione delle Stiviere, 19 agosto 1597) è stato un nobile italiano.

## Biografia
Ottavo figlio di Ferrante, primo marchese di Castiglione e di Marta Tana di Santena, nacque a Madrid presso la corte reale dove si trovava la famiglia e gli fu posto il nome Diego in omaggio all'infante di Spagna.
Alla morte del padre, nel 1586, ricevette alcuni possedimenti di Castiglione assieme al fratello Cristierno.

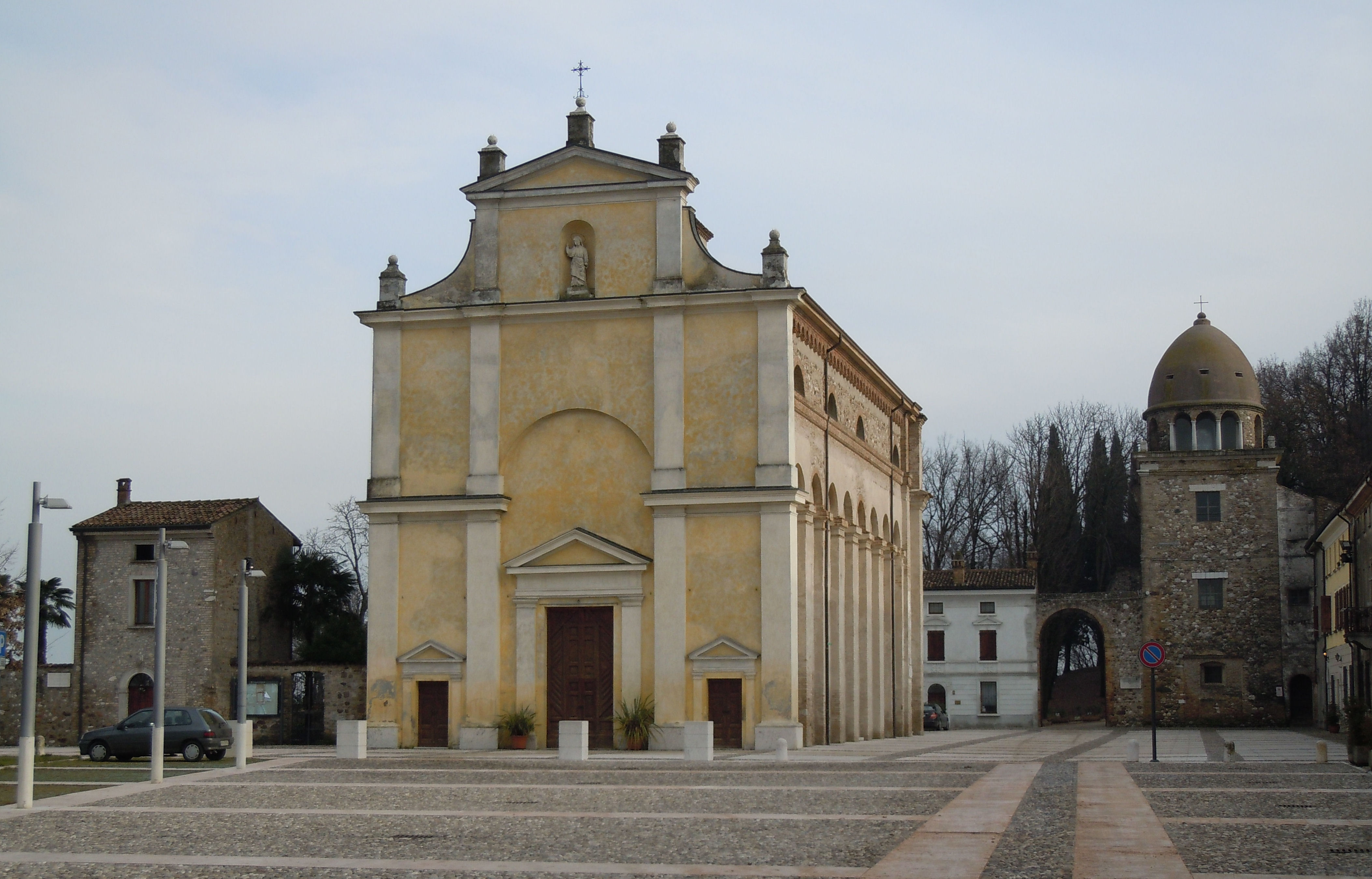
Solferino, piazza castello.

Nel 1597 si trasferì con la madre Marta a Solferino, sua dimora dopo la morte del secondogenito Rodolfo, assassinato a Castel Goffredo nel 1593. Il 18 agosto quell'anno Diego e la madre furono sequestrati nel loro castello da una decina di uomini armati, capeggiati dal capitano Alessio Bertolotti, allo scopo di condurli a Castiglione e, sotto la minaccia delle armi, farsi aprire le porte del maniero, con lo scopo di assassinare il marchese Francesco. La congiura fallì. Per vendetta la madre fu pugnalata ma si salvò e il figlio Diego fu colpito da un colpo d'archibugio e morì tra atroci sofferenze.
Alla sua morte i suoi beni di Castiglione e Solferino furono divisi tra i fratelli Francesco e Cristierno.

## Ascendenza
|                     |             |                         | Genitori                    |  |  | Nonni |  |  | Bisnonni        |  |  | Trisnonni           |  |
|                     |             |                         |                             |  |  |       |  |  | Rodolfo Gonzaga |  |  | Ludovico II Gonzaga |  |
|                     |             |                         |                             |  |  |       |  |  | Rodolfo Gonzaga |  |  | Ludovico II Gonzaga |  |
|                     |             | Barbara di Brandeburgo  |                             |  |  |       |  |  | Rodolfo Gonzaga |  |  |                     |  |
| Aloisio Gonzaga     |             |                         |                             |  |  |       |  |  | Rodolfo Gonzaga |  |  |                     |  |
|                     |             | Caterina Pico           | Gianfrancesco I Pico        |  |  |       |  |  |                 |  |  |                     |  |
|                     |             | Caterina Pico           | Gianfrancesco I Pico        |  |  |       |  |  |                 |  |  |                     |  |
|                     |             | Caterina Pico           | Giulia Boiardo              |  |  |       |  |  |                 |  |  |                     |  |
| Ferrante Gonzaga    |             | Caterina Pico           |                             |  |  |       |  |  |                 |  |  |                     |  |
|                     |             | Gian Giacomo Anguissola | Giovanni Carlo Anguissola   |  |  |       |  |  |                 |  |  |                     |  |
|                     |             | Gian Giacomo Anguissola | Giovanni Carlo Anguissola   |  |  |       |  |  |                 |  |  |                     |  |
|                     |             | Gian Giacomo Anguissola | Caterina Torelli dì'Aragona |  |  |       |  |  |                 |  |  |                     |  |
| Caterina Anguissola |             | Gian Giacomo Anguissola |                             |  |  |       |  |  |                 |  |  |                     |  |
|                     |             | Angela Radini Tedeschi  | Daniele Radini Tedeschi     |  |  |       |  |  |                 |  |  |                     |  |
|                     |             | Angela Radini Tedeschi  | Daniele Radini Tedeschi     |  |  |       |  |  |                 |  |  |                     |  |
|                     |             | Angela Radini Tedeschi  | ...                         |  |  |       |  |  |                 |  |  |                     |  |
| Diego Gonzaga       |             | Angela Radini Tedeschi  |                             |  |  |       |  |  |                 |  |  |                     |  |
|                     | Ercole Tana | Baldassarre Tana        |                             |  |  |       |  |  |                 |  |  |                     |  |
|                     | Ercole Tana | Baldassarre Tana        |                             |  |  |       |  |  |                 |  |  |                     |  |
|                     | Ercole Tana | ...                     |                             |  |  |       |  |  |                 |  |  |                     |  |
| Baldassarre Tana    | Ercole Tana |                         |                             |  |  |       |  |  |                 |  |  |                     |  |
|                     |             | Elena Benso di Mondonio | Bartolomeo Benso            |  |  |       |  |  |                 |  |  |                     |  |
|                     |             | Elena Benso di Mondonio | Bartolomeo Benso            |  |  |       |  |  |                 |  |  |                     |  |
|                     |             | Elena Benso di Mondonio | Tommasina Vignati           |  |  |       |  |  |                 |  |  |                     |  |
| Marta Tana          |             | Elena Benso di Mondonio |                             |  |  |       |  |  |                 |  |  |                     |  |
|                     |             | Girolamo della Rovere   | Stefano della Rovere        |  |  |       |  |  |                 |  |  |                     |  |
|                     |             | Girolamo della Rovere   | Stefano della Rovere        |  |  |       |  |  |                 |  |  |                     |  |
|                     |             | Girolamo della Rovere   | Luchesia della Rovere       |  |  |       |  |  |                 |  |  |                     |  |
| Anna della Rovere   |             | Girolamo della Rovere   |                             |  |  |       |  |  |                 |  |  |                     |  |
|                     |             | Maria Grimaldi          | Giovanni II di Monaco       |  |  |       |  |  |                 |  |  |                     |  |
|                     |             | Maria Grimaldi          | Giovanni II di Monaco       |  |  |       |  |  |                 |  |  |                     |  |
|                     |             | Maria Grimaldi          | Libera Portoneri            |  |  |       |  |  |                 |  |  |                     |  |
|                     |             | Maria Grimaldi          |                             |  |  |       |  |  |                 |  |  |                     |  |